# Oberrammersdorf
Oberrammersdorf (fränkisch: Rammasch-dorf bzw. Ejba-rammaschdorf) ist ein Gemeindeteil des Marktes Lichtenau im Landkreis Ansbach (Mittelfranken, Bayern). Oberrammersdorf liegt in der Gemarkung Ratzenwinden.

## Geographie
0,5 km nordwestlich des Dorfes liegt das Waldgebiet Keferloh. Die Kreisstraße AN 1/ANs 1 führt nach Lichtenau (3,7 km nordöstlich) bzw. nach Winterschneidbach (2,4 km westlich). Die Kreisstraße AN 14 führt nach Unterrottmannsdorf (1,4 km östlich). Eine Gemeindeverbindungsstraße führt an Steinhof vorbei nach Ratzenwinden (1,7 km nordwestlich).

## Geschichte
Der Ort wurde im Jahr 1240 als „Rumolsdorf“ erstmals urkundlich erwähnt. Das Bestimmungswort des Ortsnamens ist der Personenname „Rûmolt“. Eine Person dieses Namens ist als Gründer der Siedlung anzunehmen. Durch willkürliche Angleichung an den Ortsnamen des benachbarten Unterrottmannsdorf kam es 1303 zur Form „Rodmarsdorf“, ab 1504 schließlich zu „Rammerßdorff“. Erst seit 1732 ist die Form „Ober Rammersdorff“ bezeugt.
1254 verzichteten Ludwig von Wizelsdorf und Rudiger von Hengersbach auf ihr Erbrecht an Gütern zu Oberrammersdorf zugunsten des Gumbertusstiftes in Ansbach. 1403 verkauften Ritter Friedrich von Heideck und sein Sohn Johannes dem Gumbertusstift sieben Güter.
Laut der Amtsbeschreibung des nürnbergische Pflegamtes Lichtenau aus dem Jahr 1748 gab es in Oberrammersdorf 8 Untertansfamilien, von denen eine zur Hauptmannschaft Sachsen gehörte.
Gegen Ende des 18. Jahrhunderts gab es in Oberrammersdorf zwölf Anwesen und ein Gemeindehirtenhaus. Das Hochgericht übte das brandenburg-ansbachische Hofkastenamt Ansbach aus, die Dorf- und Gemeindeherrschaft hatte das Stiftsamt Ansbach inne. Grundherren waren das Stiftsamt Ansbach (1 Hof, 7 Halbhöfe, 1 Viertelhof, 1 Gut, 1 Schmiedgut) und der Nürnberger Eigenherr von Stromer (1 Gut). Es gab zu dieser Zeit elf Untertansfamilien, von denen zehn ansbachisch waren. Von 1797 bis 1808 unterstand der Ort dem Justiz- und Kammeramt Ansbach.
Im Rahmen des Gemeindeedikts wurde Oberrammersdorf dem 1808 gebildeten Steuerdistrikt Brodswinden und der 1811 gegründeten Ruralgemeinde Brodswinden zugeordnet. Am 10. August 1836 wurde Oberrammersdorf in die neu gebildete Gemeinde Ratzenwinden umgemeindet. Diese wurde am 31. Dezember 1971 im Zuge der Gebietsreform in Bayern aufgelöst: Oberrammersdorf wurde in den Markt Lichtenau eingegliedert.

### Einwohnerentwicklung
| Jahr      | 001818 | 001840 | 001861 | 001871 | 001885 | 001900 | 001925 | 001950 | 001961 | 001970 | 001987 |
| Einwohner | 80     | 74     | 114    | 85     | 89     | 73     | 79     | 108    | 66     | 57     | 67     |
| Häuser    | 16     | 15     |        |        | 17     | 17     | 13     | 17     | 14     |        | 13     |
| Quelle    | [ 17 ] | [ 18 ] | [ 19 ] | [ 20 ] | [ 21 ] | [ 22 ] | [ 23 ] | [ 24 ] | [ 25 ] | [ 26 ] | [ 1 ]  |

## Religion
Der Ort ist seit der Reformation evangelisch-lutherisch geprägt und nach St. Alban (Sachsen bei Ansbach) gepfarrt. Die Einwohner römisch-katholischer Konfession sind nach St. Johannes (Lichtenau) gepfarrt.